# 汪元兆
汪元兆（？—？），號濬源，南直隸徽州府婺源縣人，明朝進士、官員。

## 生平
萬曆四十三年（1615年）乙卯科應天府乡试第九十五名舉人，崇祯七年（1634年）甲戌科会试159名，三甲67名進士。工部观政，七月授浙江平湖知县，本年丁忧，十年起补山阴知县。十五年升南京刑部雲南司主事，十六年升南京兵部武选司郎中。

## 家族
曾祖汪希利。祖父汪焕祖。父汪应蛟，户部尚书加太子太保、萬曆二年甲戌進士。